# London (grevskab)
 For alternative betydninger, se London (flertydig). (Se også artikler, som begynder med London)
Grevskabet London var et administrativt og ceremonielt grevskab fra 1888 til 1965. Det grænsede mod Middlesex i nord og vest, Essex i nordøst, Kent i sydøst og Surrey i syd.
Grevskabet blev oprettet som en del af indføringen af grevskabsråd, og blev styret af London Country Council. Det dækkede ikke hele det området som i dag er Greater London, og styrede heller ikke i City of London. Grænserne blev sat til det område som blev administreret af Metropolitan Board of Works tidligere, det vil sige dele af Middlesex, Surrey og Kent. Dette område består i dag af bydelene Camden, Greenwich, Hackney, Hammersmith and Fulham, Islington, Kensington and Chelsea, Lambeth, Lewisham, Southwark, Tower Hamlets, Wandsworth og Westminster.
I 1965 blev grevskabet opløst og indlemmet i det nye Greater London, som tilsvarer området kendt som indre London. Grevskabsadministrationen overlevede i formindsket version som Inner London Education Authority, som tog sig af uddannelsesspørgsmål frem til 1980'erne.

## Bydele
I 1889, elleve år efter at grevskabet blev oprettet, blev det inddelt i 28 bydele, metropolitan boroughs. Disse erstattede de gamle verdslige sogne, i London kaldt vestries og distrikterne. I 1965 blev disse slået sammen til tolv af de nuværende bydele i London.
| 1. City of London (ikke en bydel) | |
| 1. Westminster 2. Holborn 3. Finsbury 4. Shoreditch 5. Bethnal Green 6. Stepney 7. Bermondsey 8. Southwark 9. Camberwell 10. Deptford 11. Lewisham 12. Woolwich 13. Greenwich 14. Poplar | 1. Hackney 2. Stoke Newington 3. Islington 4. St Pancras 5. Hampstead 6. St Marylebone 7. Paddington 8. Kensington 9. Hammersmith 10. Fulham 11. Wandsworth 12. Lambeth 13. Battersea 14. Chelsea |

51°30′58″N 0°05′31″V / 51.516°N 0.092°V